# 奧澤爾內 (柳巴爾市鎮)
49°56′10″N 27°39′19″E / 49.93611°N 27.65528°E
奧澤爾內（烏克蘭語：Озерне），是位於烏克蘭北部的村莊，由日托米爾州日托米爾區的柳巴爾市鎮負責管轄，面積1.65平方公里，海拔高度266米，2001年人口35，人口密度每平方公里21.17人。